# Aero Spacelines Super Guppy
O Aero Spacelines 377-SG/SGT Super Guppy é um avião cargueiro superdimensionado fabricado pela Aero Spacelines até meados dos anos 90. O avião é uma variante modificada do Boeing C-97 Stratofreighter.
Foi utilizado também pela fabricante européia de aviões Airbus, para transportar peças e partes dos seus aviões. A aeronave utiliza quatro motores turboélice Allison T56, os mesmos motores que equipam as versões antigas do avião Lockheed C-130 Hercules.
A partir de 1994 a Airbus substituiu o Super Guppy pelo Airbus A300-600ST "Beluga", finalmente interrompendo sua fabricação.
Atualmente o Super Guppy é utilizado somente pela NASA, no transporte de componentes de satélites e pequenos veículos espaciais.